# 贝尔纳-勒内·茹尔当·德·洛奈
贝尔纳-勒内·茹尔当，洛奈侯爵（英語：Bernard René Jourdan, marquis de Launay；1740年—1789年7月14日），法国大革命时巴士底狱的管理者。他是前一位管理者的儿子，在巴士底狱被攻陷时是巴士底獄的驻军首领。

## 生平
巴士底狱被攻陷后，他被处决。他的头被人用长矛挑起来游街示众。

## 相關圖像

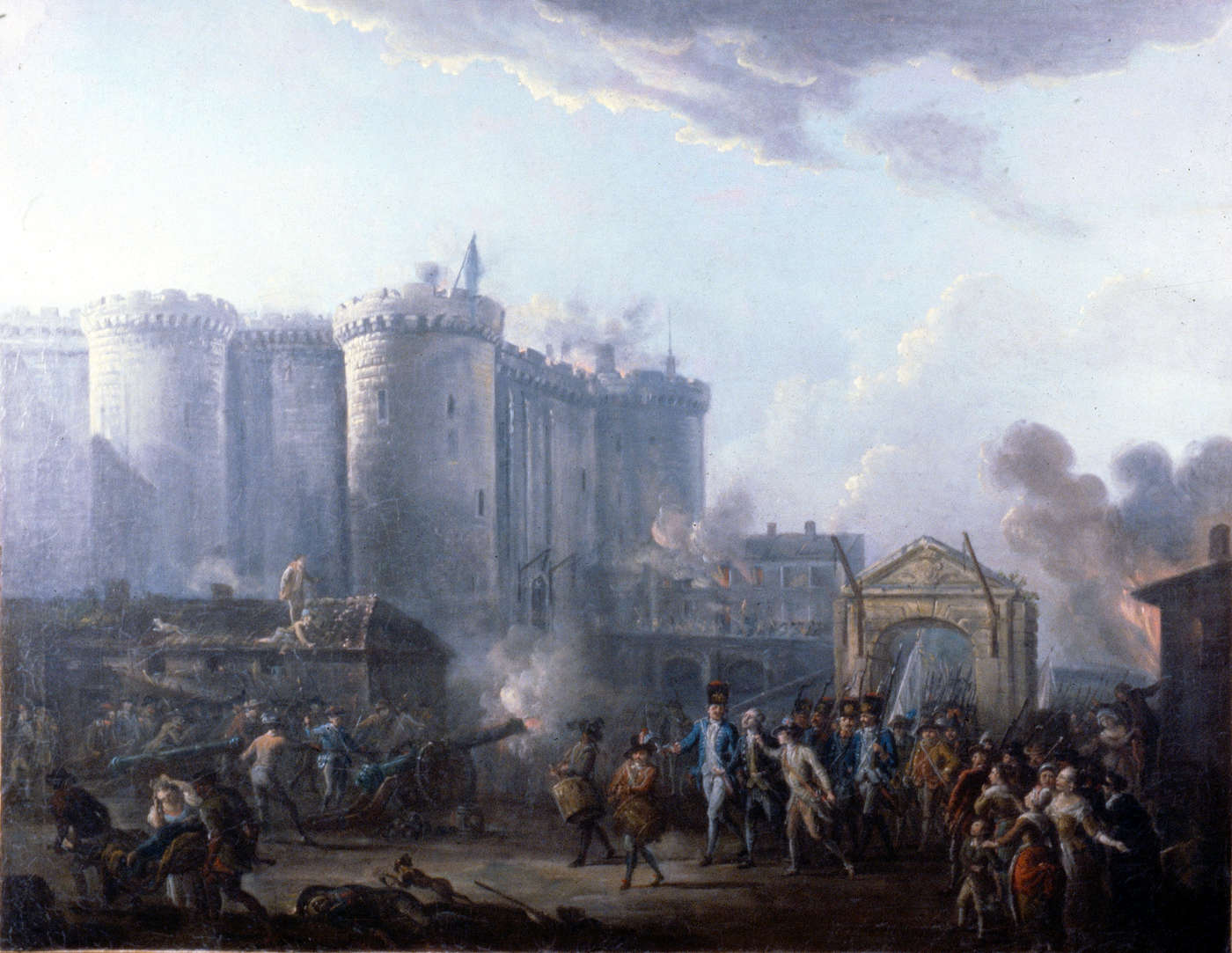
Jean-Baptiste Lallemand的油画，描绘巴士底狱陷落后洛奈被抓的情景。
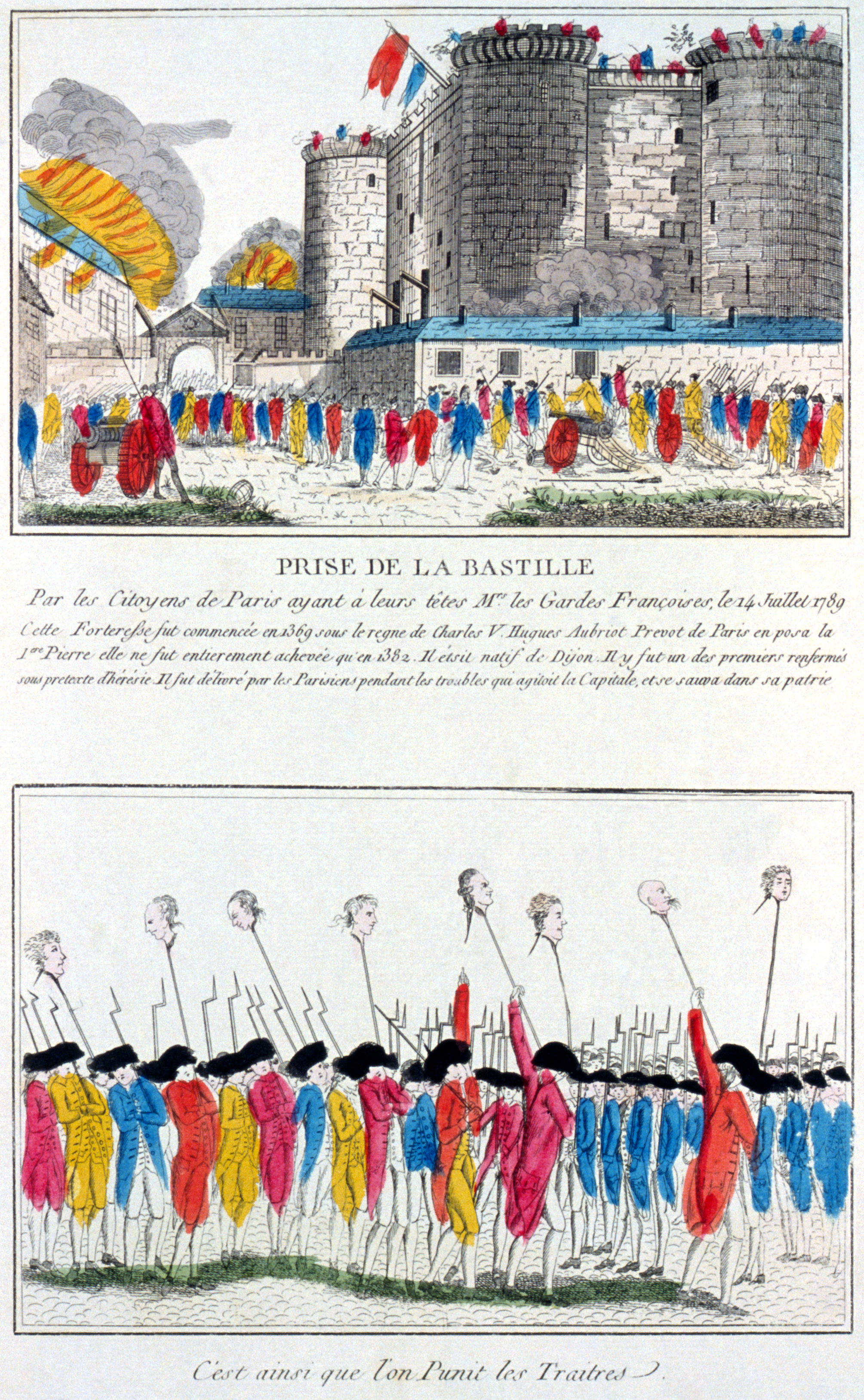
另外一张描绘巴士底狱被攻陷的图片。